# Berkan
Berkan ist ein türkischer männlicher Vorname und Familienname mit der Bedeutung „Der Glänzende“, „Der Leuchtende“.

## Namensträger

### Vorname
- Berkan Afşarlı (* 1991), deutsch-türkischer Fußballspieler
- Andaç Berkan Akbiyik (* 1991), deutscher Rapper, Sänger und Musikproduzent, siehe Brkn
- Berkan Algan (* 1977), deutsch-türkischer Fußballspieler und -trainer
- Berkan Emir (* 1988), türkischer Fußballspieler
- Berkan Karpat (* 1965), türkischstämmiger deutscher Künstler
- Berkan Kutlu (* 1998), schweizerisch-türkischer Fußballspieler
- Berkan Taz (* 1998), türkisch-deutscher Fußballspieler
- Berkan Burak Turan (* 1998), türkischer Fußballspieler
- Berkan Yıldırım (* 1986), deutsch-türkischer Fußballspieler

### Familienname
- İsmet Berkan (* 19**), türkischer Journalist